# جعفرآباد (جعفرآباد)
جعفرآباد، مرکز دهستان جعفرآباد و روستایی از توابع بخش مرکزی شهرستان جعفرآباد در استان قم ایران است.

## جمعیت
این روستا در دهستان جعفرآباد قرار دارد و براساس سرشماری عمومی نفوس و مسکن درسال ۱۳۹۵، جمعیت آن ۹۱۹ نفر (۲۷۹ خانوار) بوده‌است.